# Aneides ferreus
Aneides ferreus é uma espécie de salamandra da família Plethodontidae.
É endémica dos Estados Unidos da América.
Os seus habitats naturais são: florestas temperadas.
Está ameaçada por perda de habitat.